# 東興發電廠
東興發電廠，舊稱大南發電廠，為一座位於臺灣臺東縣卑南鄉東興村境內的小型水力發電廠，其引水自利嘉溪之支流大南溪下游溪水以川流式進行發電。目前由臺灣電力公司東部發電廠進行管理與維護。是臺灣東部地區最早的水力發電廠，也是當前全臺仍在商轉中最小的水力發電廠。。

## 命名

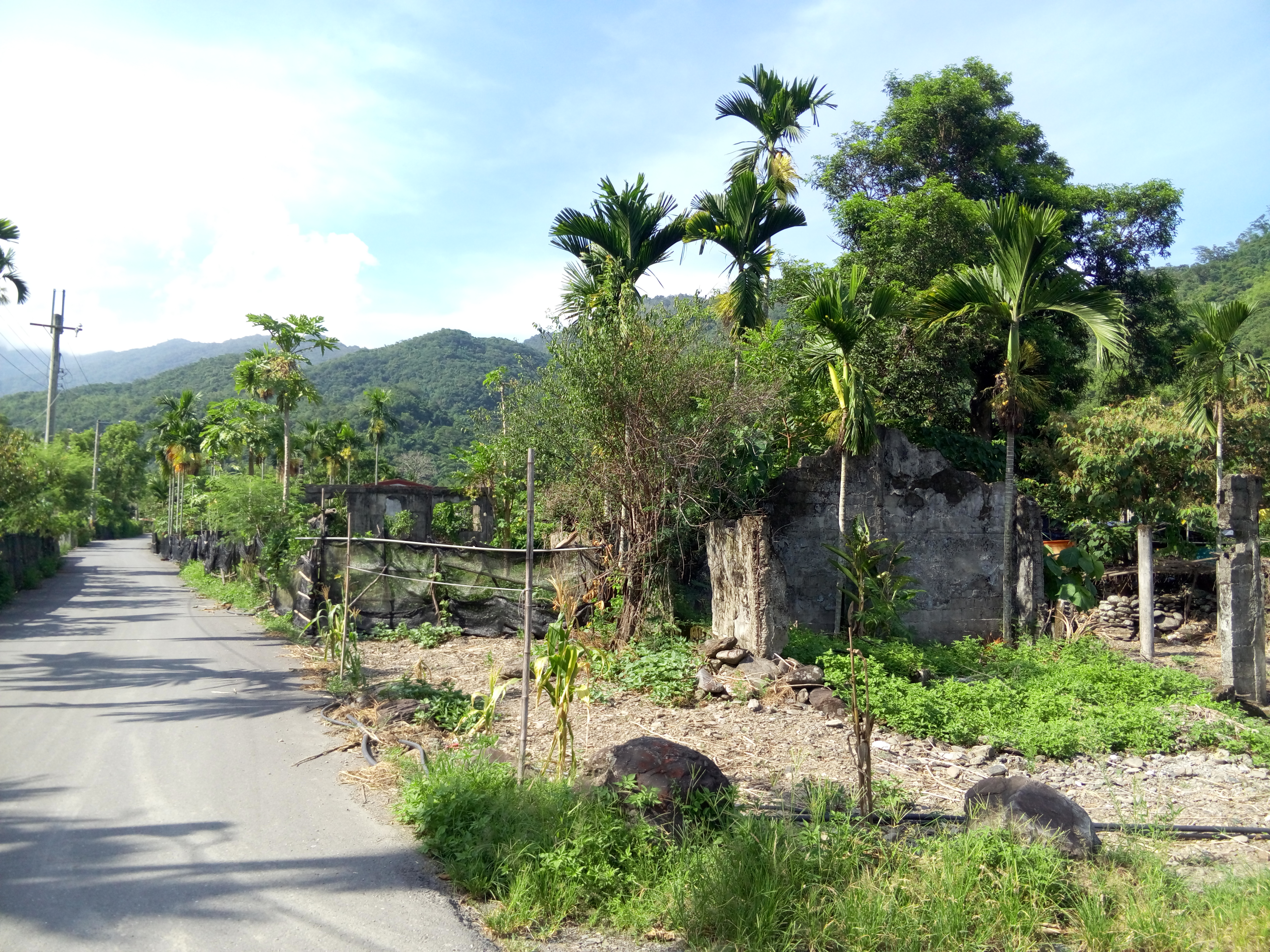
東興村火災遺址

東興發電廠早期原名為「大南」水力發電廠，二戰後於1945年10月，由臺灣電力公司接管後仍名大南水力發電廠。後因居住在「大南」村落的原住民，於1967年至1969年連續三年之間，接連發生水、火、土災等三次大型天然災害，而在1969年中秋節夜晚因遭遇大火襲擊，燒死大南村甚多居民；而且因村名「大南」音似「大難」，故在1969年10月5日由臺東縣政府正式將原大南村改村名為「東興」，大南發電廠也因此隨之更名為「東興發電廠」，以安撫地方民心。

## 沿革

### 日治時期
東興發電廠最早興建於臺灣日治時期1941年（昭和16年）2月12日由台灣總督府興建，土建工程為田村組進行，壓力鋼管及鐵製門窗為酒井鐵工所負責。為當時臺灣東部地區最早的水力發電設施，總發電量為250KW，稱為大南發電所。
1942年底，大南發電所土建工程完工。
然而，大南發電所興建完成時，因為自日本國內以船隻運送而來的發電機組遭到盟軍轟炸沉沒而損失，因此當時日方決定改採用將臺北龜山發電廠2號機組250KW的橫軸法蘭西斯式水輪發電機組移到大南發電所來進行發電，由於大南發電所本身之廠房當時已設計為安裝豎軸水輪發電機之安裝座，因此為安裝龜山發電廠之淘汰機組，所以另於原廠房之左側興建一座臨時廠房、導水路以及壓力鋼管。
1944年8月時，因受到颱風侵襲，更將大南發電所上游之攔河堤堰壩體部分沖毀，再加上太平洋戰爭爆發，日本方面物資缺乏，使得當時無力修復壩體，僅能以臨時擋土堤來攔截大南溪溪水。
大南發電所於1945年3月正式完工商轉供電，為日治時期最後一間納入台灣電力株式會社管轄的發電所。

### 戰後至今
戰後1945年，大南發電所由臺灣電力公司接手繼續進行發電業務。
1949年後因發電廠諸多設施在戰時遭到炸毀，並且遭到颱風侵襲，大南溪水暴漲將原250KW之發電機組沖毀，當時發電廠暫時無法發電。因此臺電公司核准進行毀損設施的修復、攔河堤堰壩體修復以及發電廠擴建，於同年8月18日將原日治時期之臨時廠房拆，並於原保留豎軸機組之廠房增加一座發電量400KW的機組。以及1958年時再增加一部400KW的機組，使得發電廠發電量當遇到大南溪水量豐沛之狀況下能夠達到800KW。
東興發電廠因受限於大南溪的先天性環境因素，其發電量完全受天候及季節水量之控制。在豐水期若以滿載運轉，最高可發電900瓩（於1985年7月之最高紀錄），即0.9MW；枯水期最低發電量僅為33KW（於1991年4月之紀錄），最近十年年平均發電量約310萬KW。
另外，由於這座老式水力發電廠發電量有限，臺電公司曾一度考慮停止運轉東興發電廠，然而近幾年來環保意識高漲，在加上日本311大地震導致核能電廠輻射外洩意外後，許多環保人士藉此推動非核家園的活動，使得這座古老電廠雖然每年發電量少（2001年發電量283萬度、2002年246萬度、2003年172萬度，其中91至92年因配合該廠遙控設備及主閥改善工程停機施工，致發電量遽減，近10年發電量僅占臺電總體發電量約0.006%），但其存在可做為無污染電力之樣本，因此臺東縣政府即建議臺電公司將東興發電廠轉型為觀光電廠供大眾申請進入廠區參觀。。故臺灣電力公司特別加以維護保存至今。2005年，列为「臺東縣歷史建築」。
目前東興發電廠為臺電公司旗下的臺東營業區進行管理，其電廠部分原配置有12人駐廠管理與維護，後精簡至5人（主任1人、運轉人員4人），而2005年8月1日後改為遙控方式進行發電廠機組的開關控制，其控制中心設置在臺電臺東區營業處處所。因此現今發電廠內僅駐廠一名保全，其餘人員撤離至臺東區營業處，發電廠遙控也改由配電調度中心（DDCC）之人員進行監管。
目前，因蘇迪勒颱風侵襲後，導致發電廠攔河堤堰構造部分受損，而臺電方面也藉此進行攔河堤堰排砂門與取水口閘門自動化遙控之工程，因此未來東興發電廠之攔河堤堰也將改為全面自動化遙控控制閘門之開關。。
2020年起東興發電廠資產由台東區營業處移撥花蓮縣的東部發電廠，成立東部發電廠東興機組，並在東部發電廠花蓮市的遙控中心設有遠端監控設備，然而因電廠距離遙控中心過遠，因此仍委託台東區營業處代為管理營運。

## 設施
東興發電廠為一座小型川流式水力電廠，發電廠之水頭來源為大南溪上游處建有一座小型攔河堰，再以攔河堰截取之溪水由堤堰旁的電廠進水口導流入長283公尺的頭水隧道進入發電廠中的發電機組進行發電。。
東興發電廠之發電機組豐水期時將運轉兩座機組，發電量為800KW。枯水期時將運轉一座機組，發電量為400KW。
其發電後之電力3300伏特（V）經開關廠變壓為11.4千伏（kV）後以專用之輸電線路（東興線）傳送至卑南變電所（PS）再供應至一般家庭。而發電廠如遇到停機部份，其電廠內所需之電力則由卑南變電所向一般家庭供電之供電線路（東武線）提供。

### 機組

#### 商轉中
| 名稱   | 發電機型號                               | 水輪機型號                                        | 機組數量 | 發電方式 | 有效落差（公尺） | 單一機組用水量（CMS） | 容量（MW） | 位置                   | 商轉日期       | 狀態   |
| ------ | ---------------------------------------- | ------------------------------------------------- | -------- | -------- | ---------------- | --------------------- | ---------- | ---------------------- | -------------- | ------ |
| 一號機 | 日本明電舍株式會社500KVA交流式同步發電機 | 日本東京電業原動機械所製450KW豎軸法蘭西斯式水輪機 | 1        | 川流式   | 17               | 3.0CMS                | 0.4MW      | 臺東縣卑南鄉大南溪上游 | 1949年8月18日  | 商轉中 |
| 二號機 | 日本明電舍株式會社500KVA交流式同步發電機 | 日本東京電業原動機械所製450KW豎軸法蘭西斯式水輪機 | 1        | 川流式   | 17               | 3.0CMS                | 0.4MW      | 臺東縣卑南鄉大南溪上游 | 1958年12月31日 | 商轉中 |

#### 已汰除
| 名稱   | 發電機型號                          | 水輪機型號                                | 機組數量 | 發電方式 | 有效落差（公尺） | 單一機組用水量（CMS） | 容量（MW） | 位置                   | 商轉日期  | 狀態   |
| ------ | ----------------------------------- | ----------------------------------------- | -------- | -------- | ---------------- | --------------------- | ---------- | ---------------------- | --------- | ------ |
| 一號機 | 美国西屋公司3相交流250 KW發電機一部 | 美国S. Morgan Smith Co.橫軸法蘭西式水輪機 | 1        | 川流式   | 17               |                       | 0.25MW     | 臺東縣卑南鄉大南溪上游 | 1942年3月 | 已拆除 |

### 管理
- 電廠名稱：東部發電廠東興機組
- 管理單位：台灣電力公司東部發電廠
- 廠內編制：1人（廠區由東部發電廠遠端遙控，僅駐廠保全一員）

### 設施
- 廠房類型：半地下式（占地87.75平方公尺）
- 取水來源：大南溪-利嘉溪支流
- 設計水頭：17
- 前池：長29.7公尺、寬10公尺
- 壓力鋼管：兩條，長20.67公尺，內徑1.3公尺，厚9公釐

## 圖集

### 導水設施

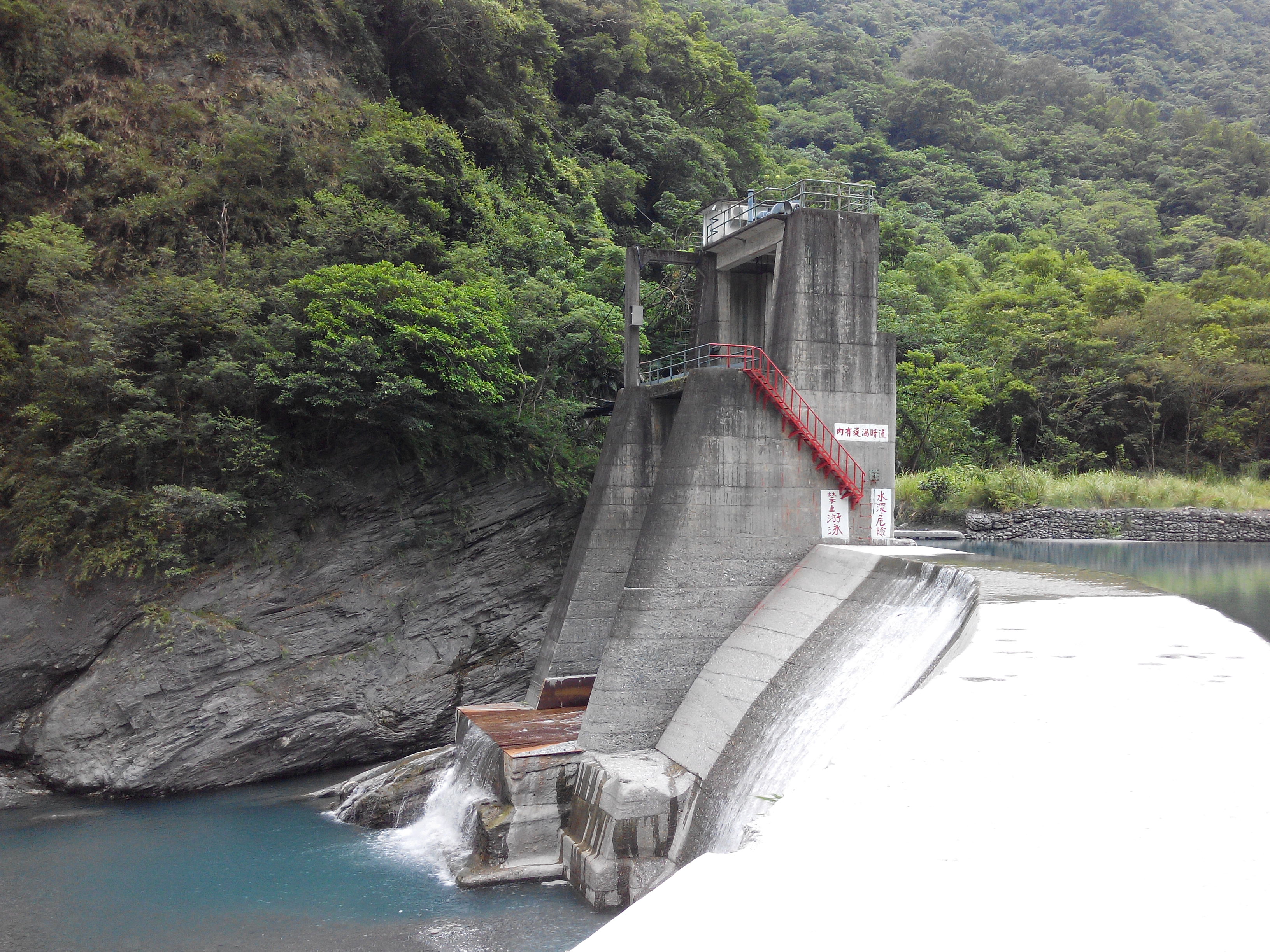
發電廠攔河堤堰
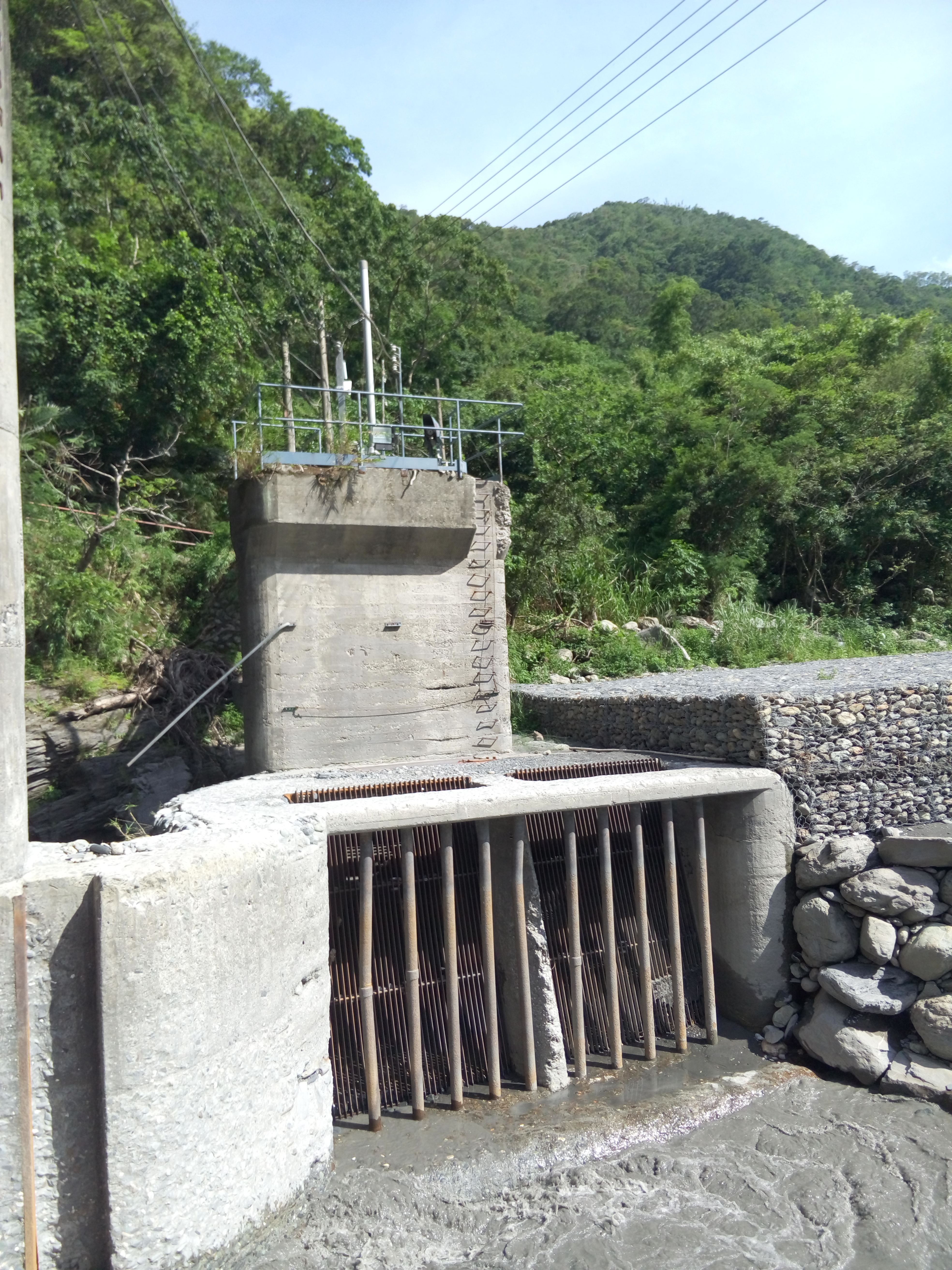
發電廠取水口
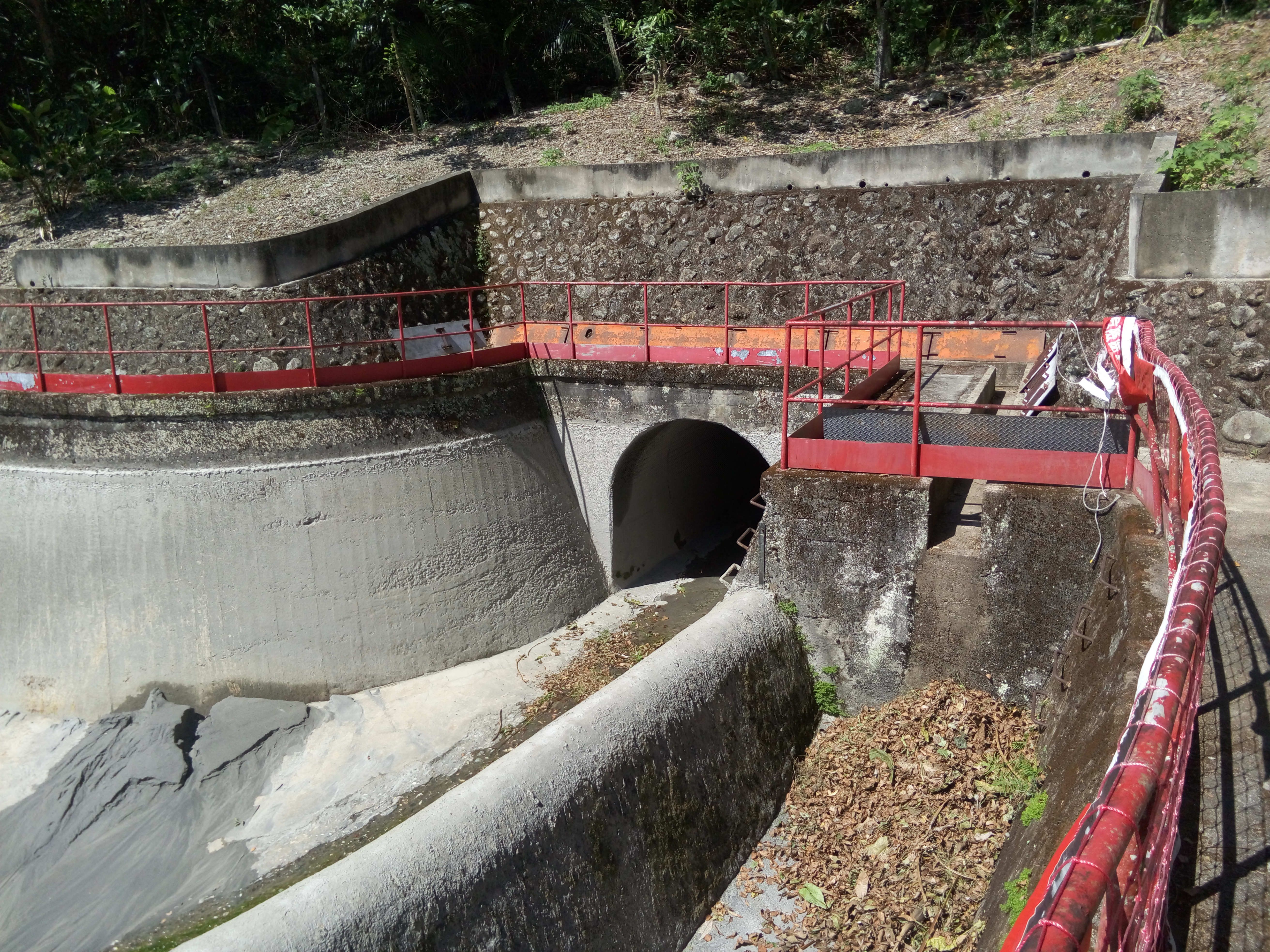
頭水隧道出口
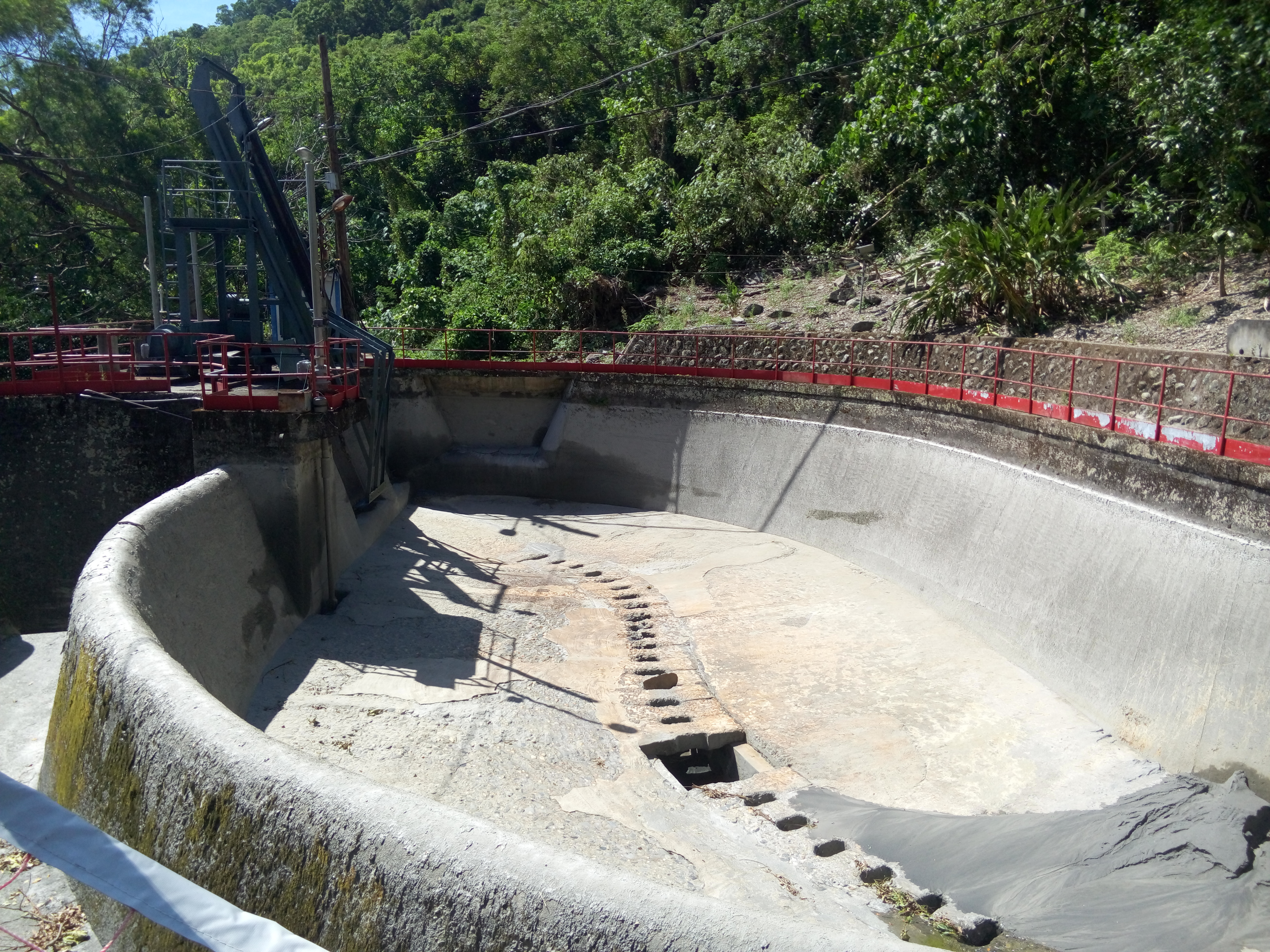
前池，圖中為停機狀態，故無蓄水
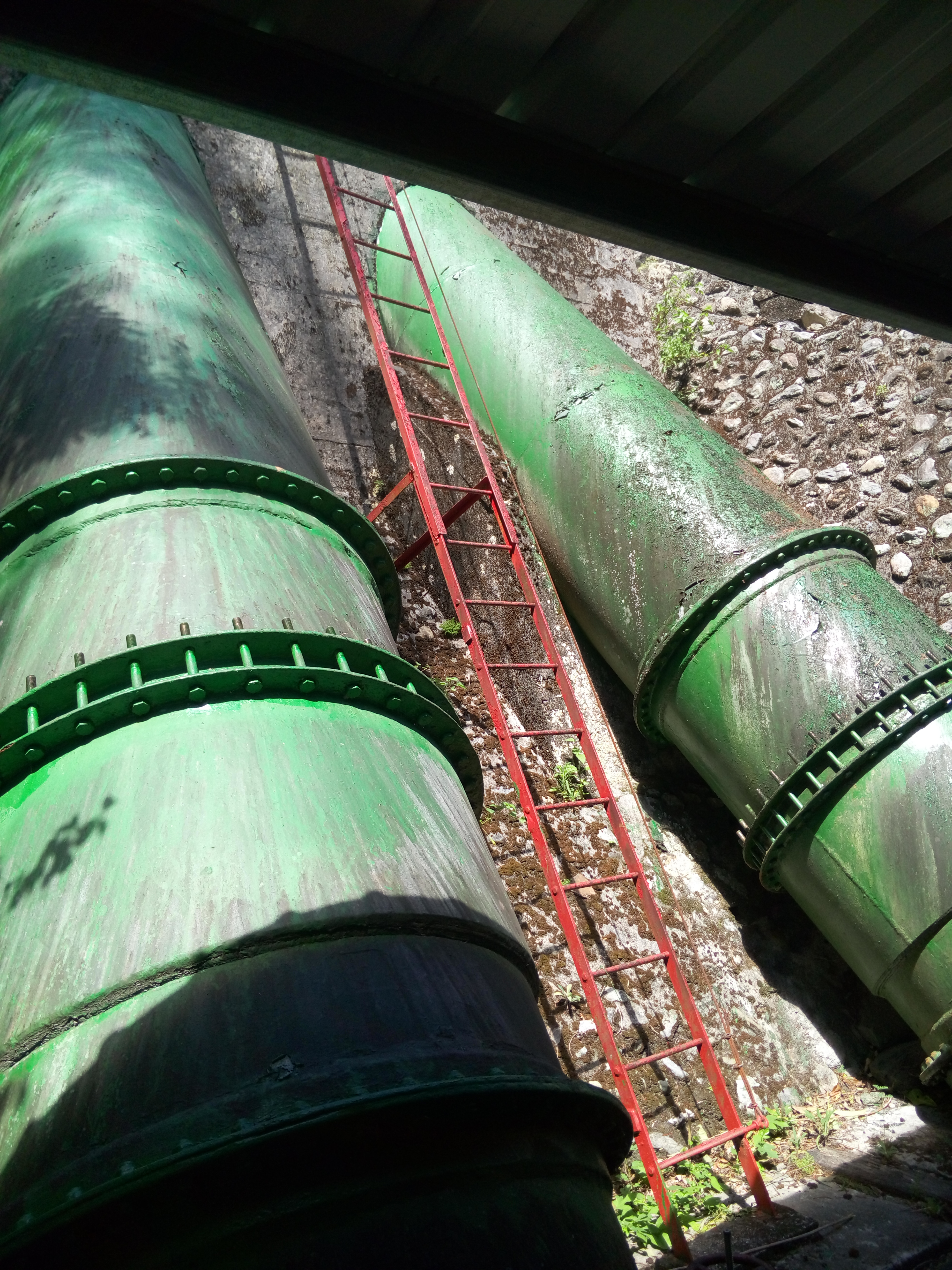
發電廠壓力鋼管近觀
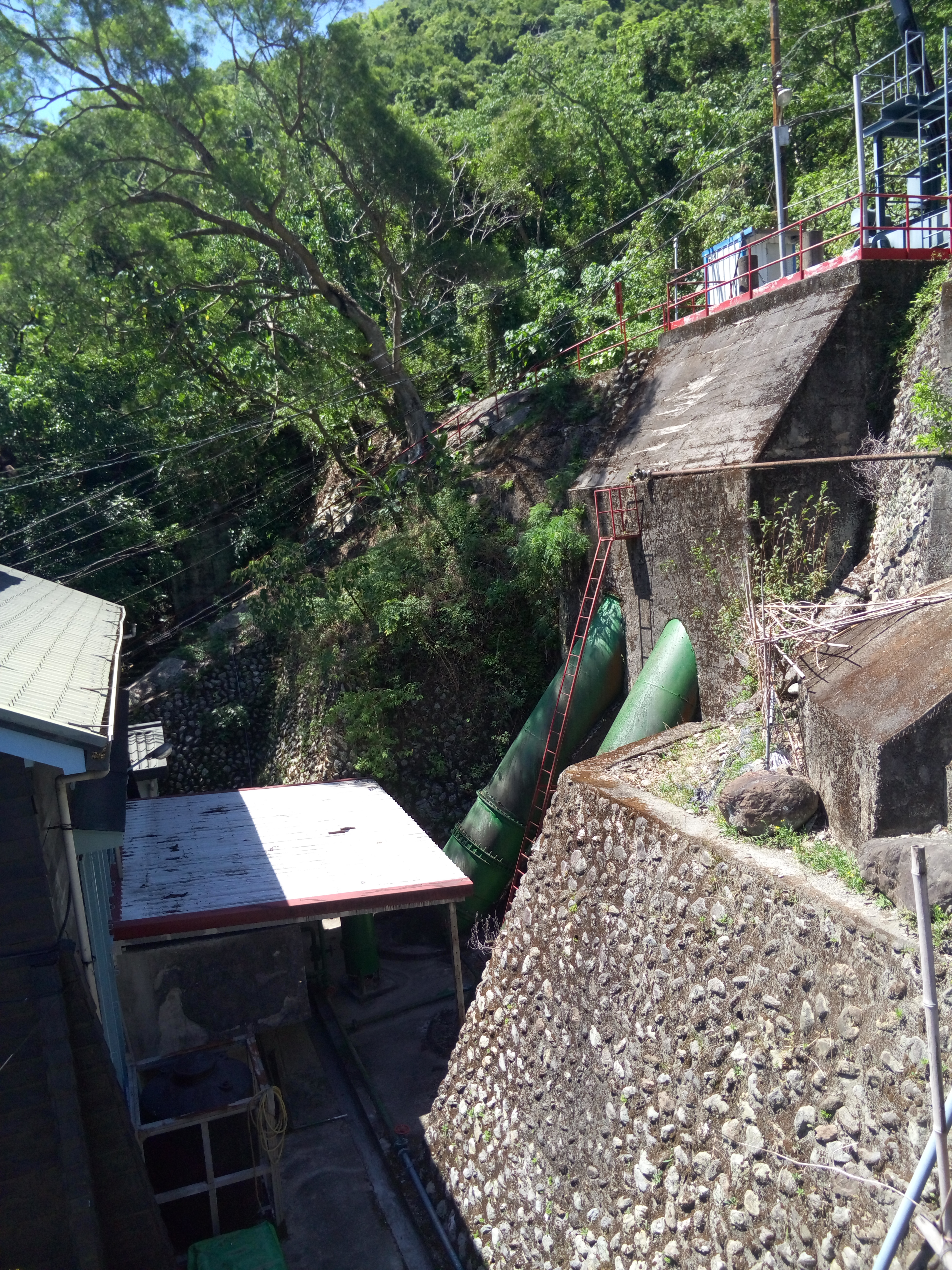
發電廠壓力鋼管遠觀

### 入口

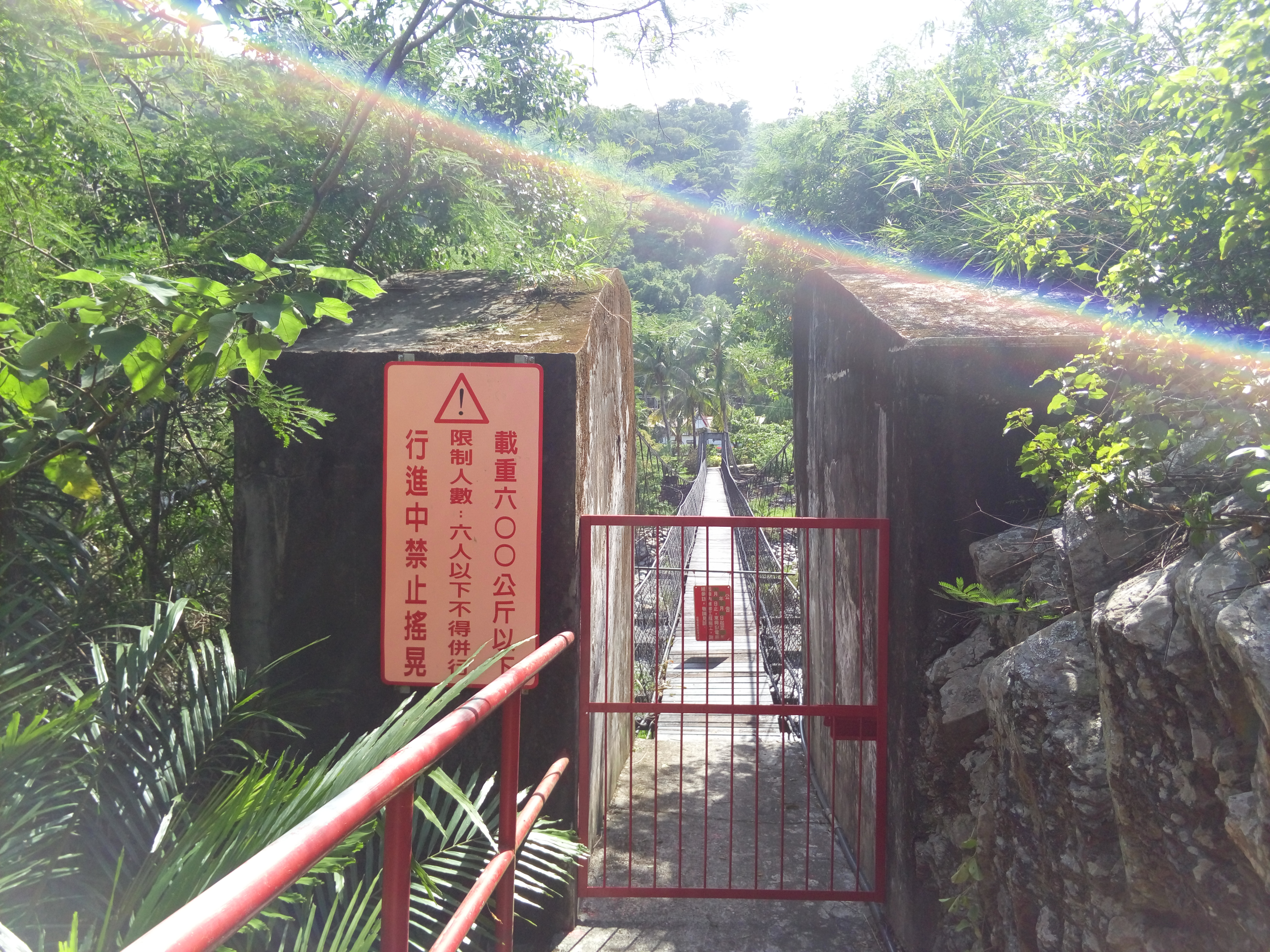
入口吊橋
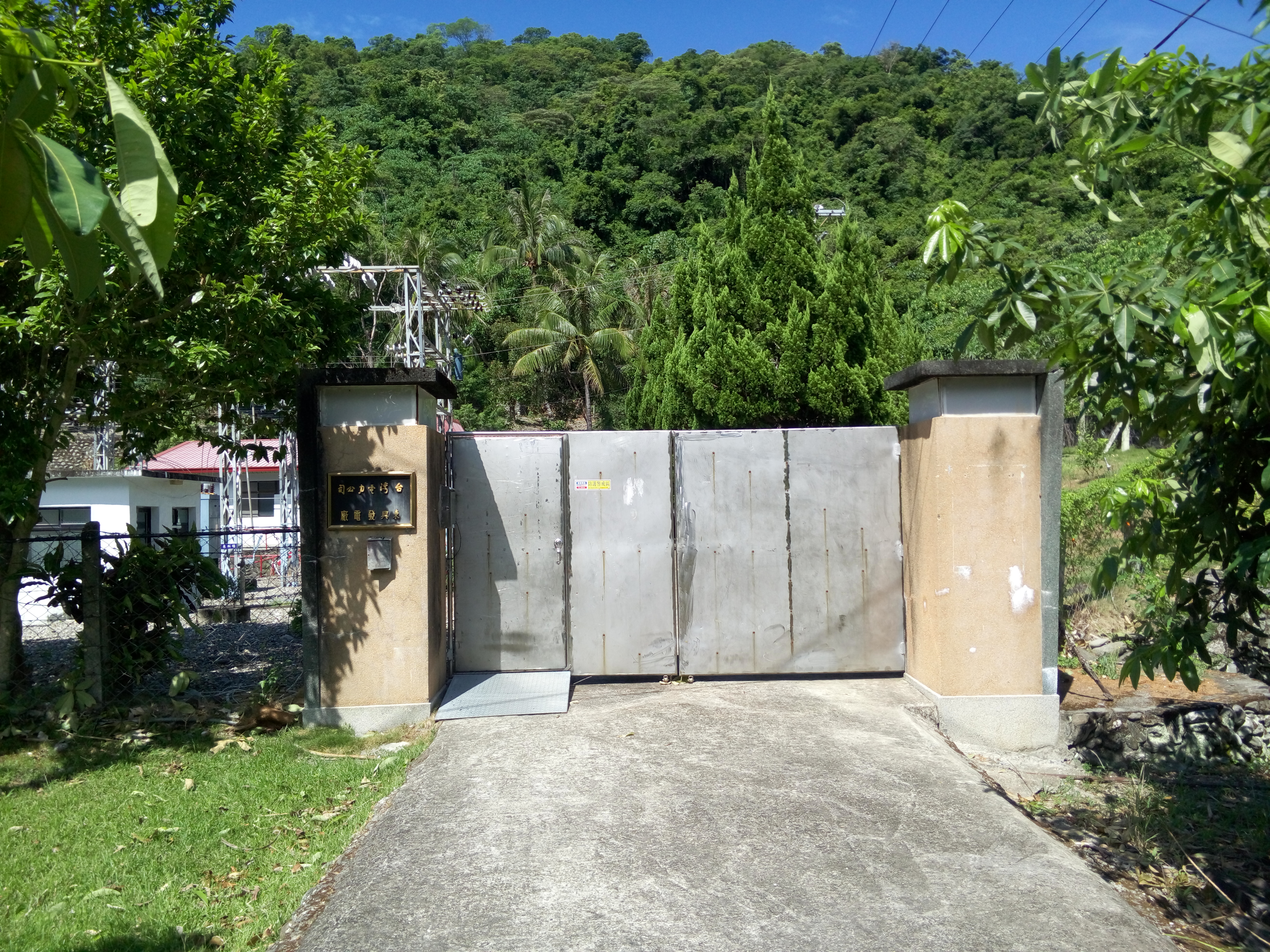
發電廠大門
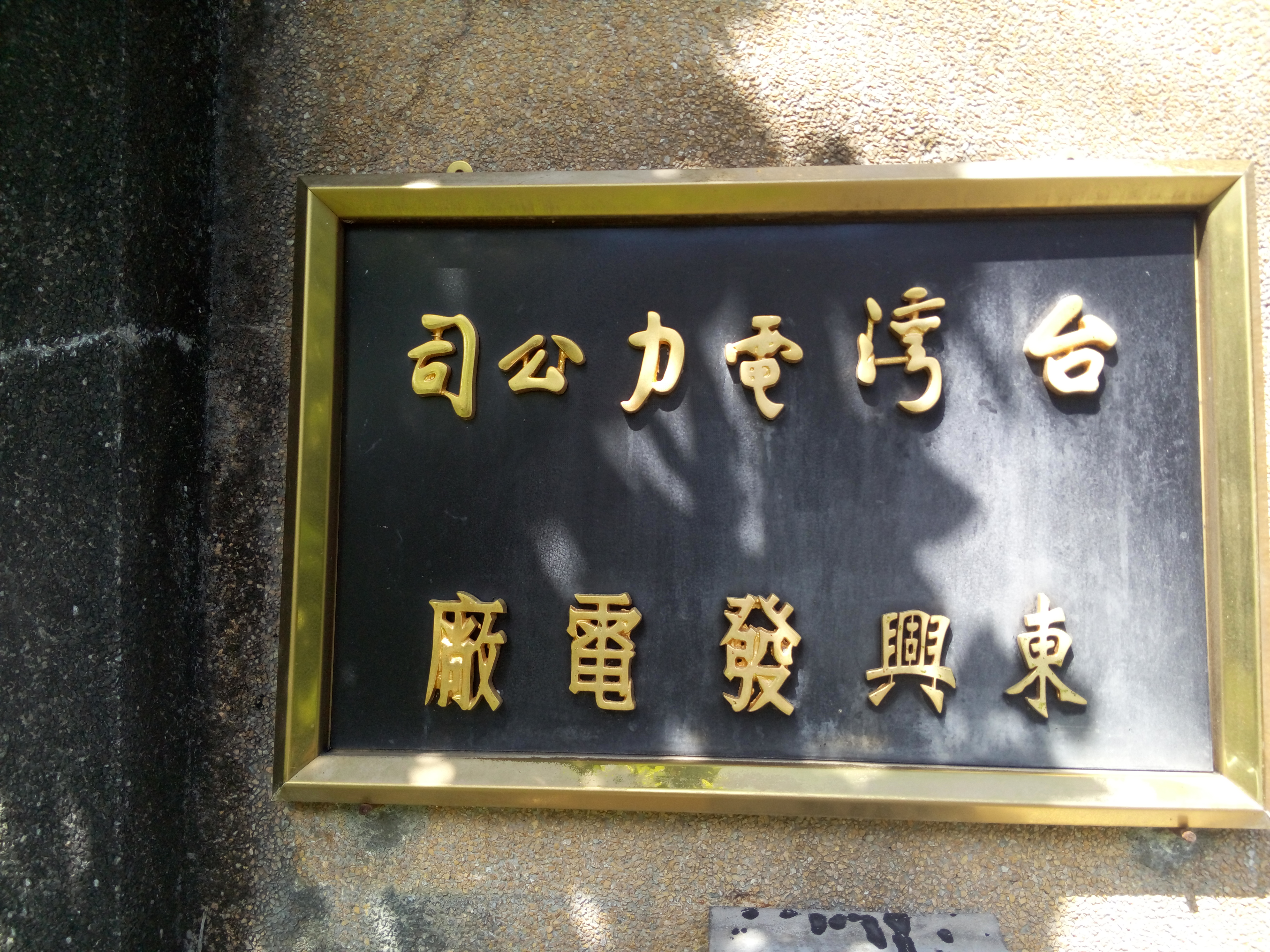
廠房名牌

### 廠房

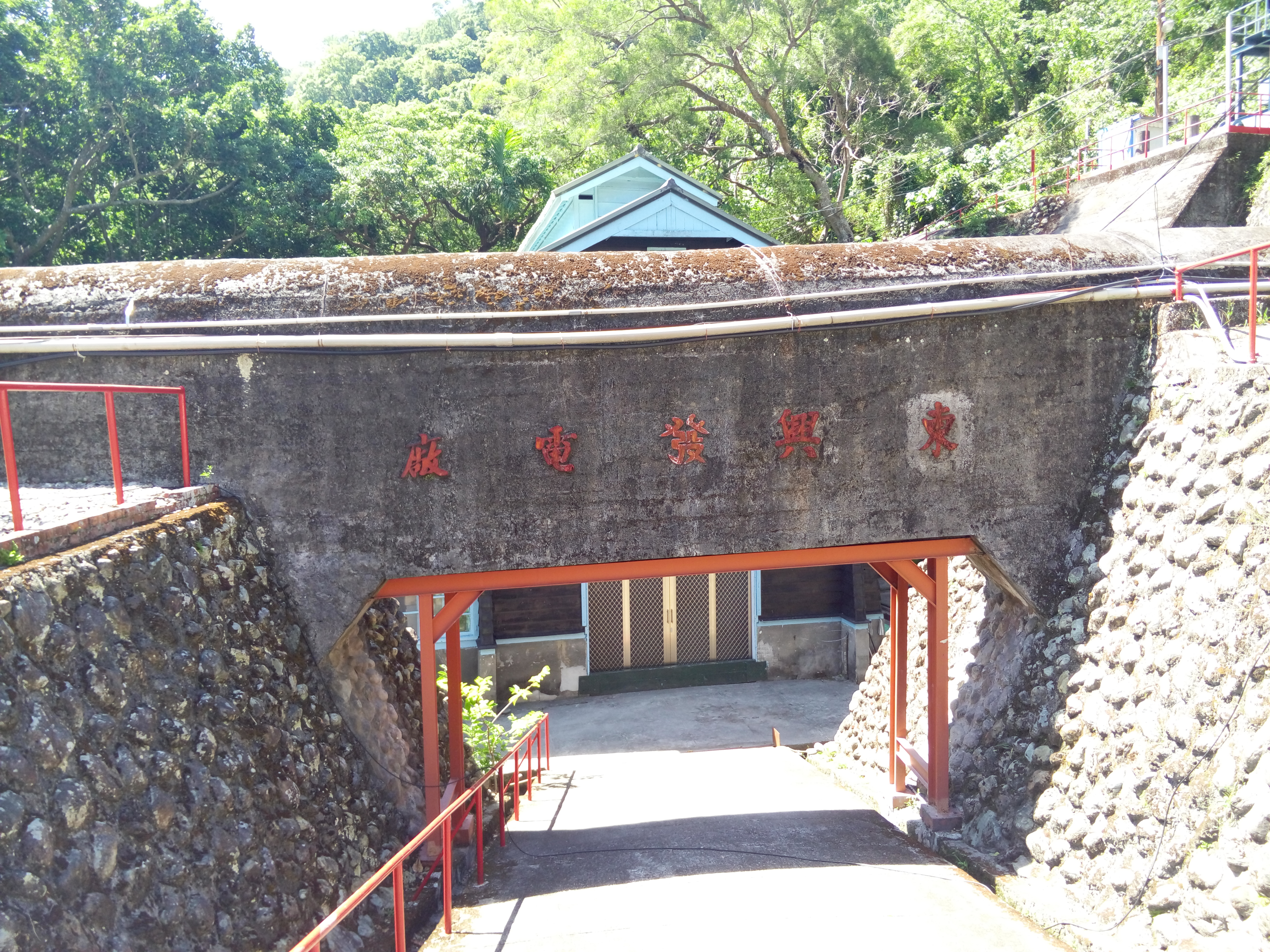
東興發電廠的標題
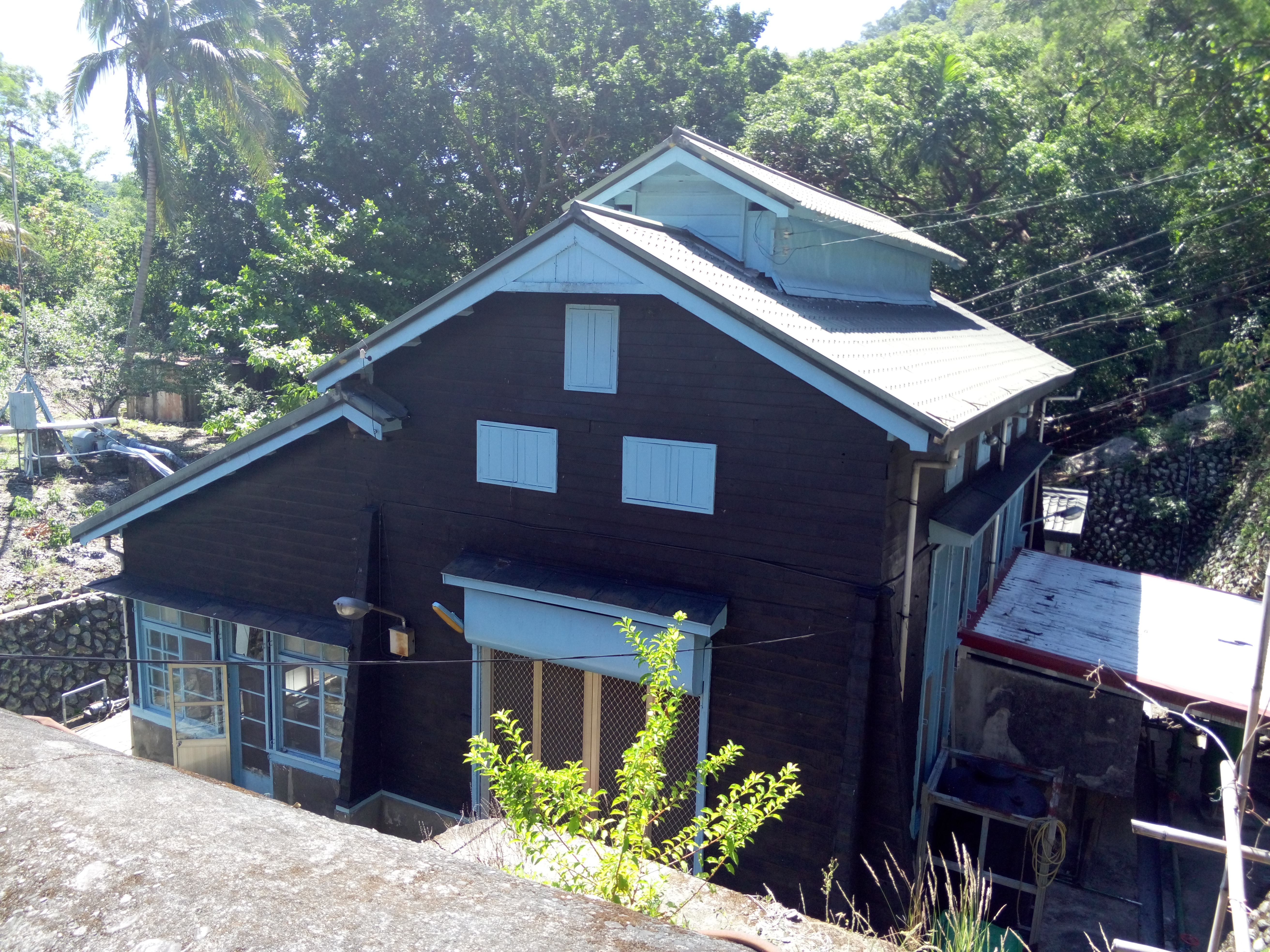
廠房外觀，日治時期使用至今

### 發電機組

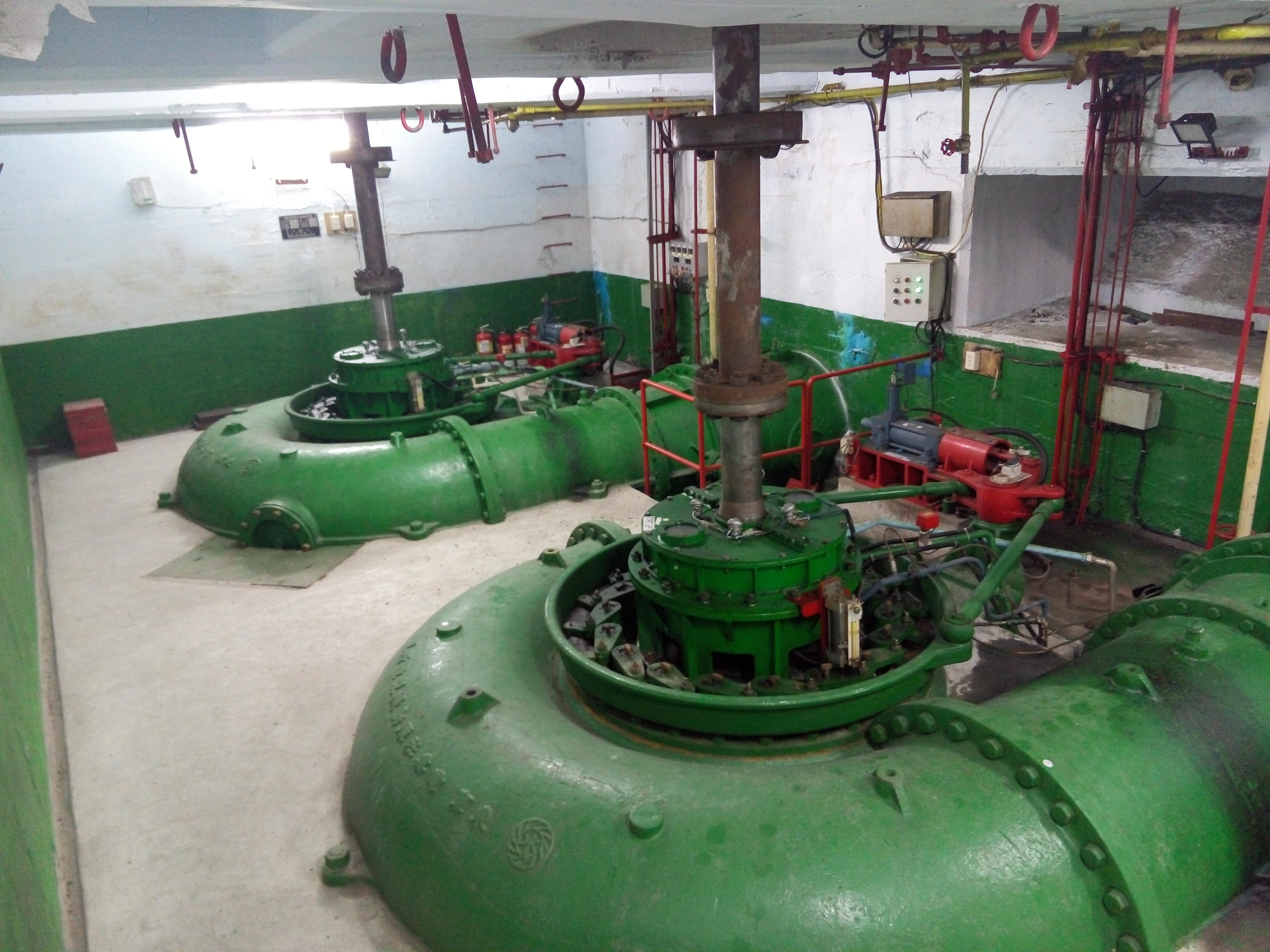
水輪機地下室
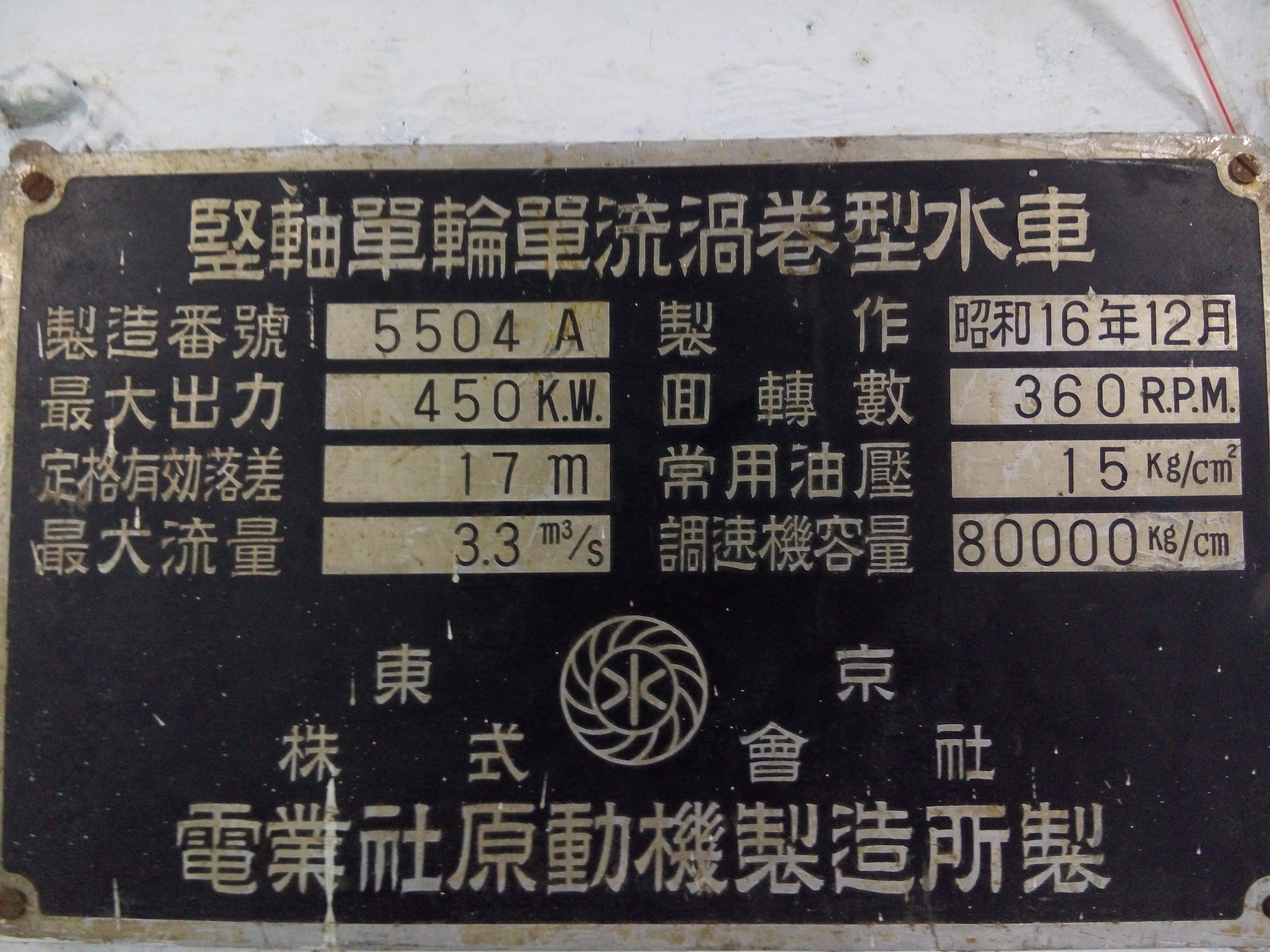
水輪機1號機銘牌，類似於身分證
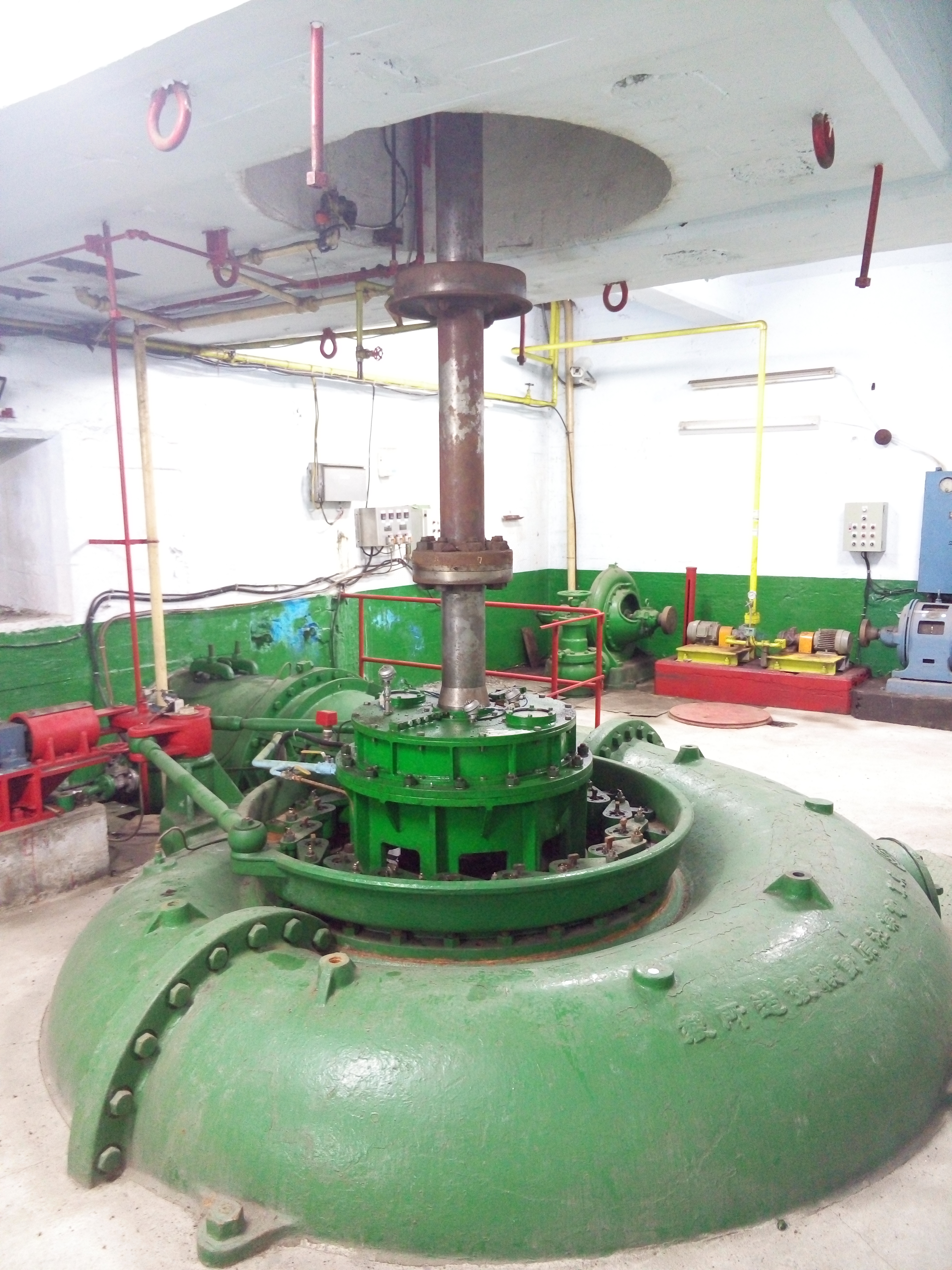
1號水輪機
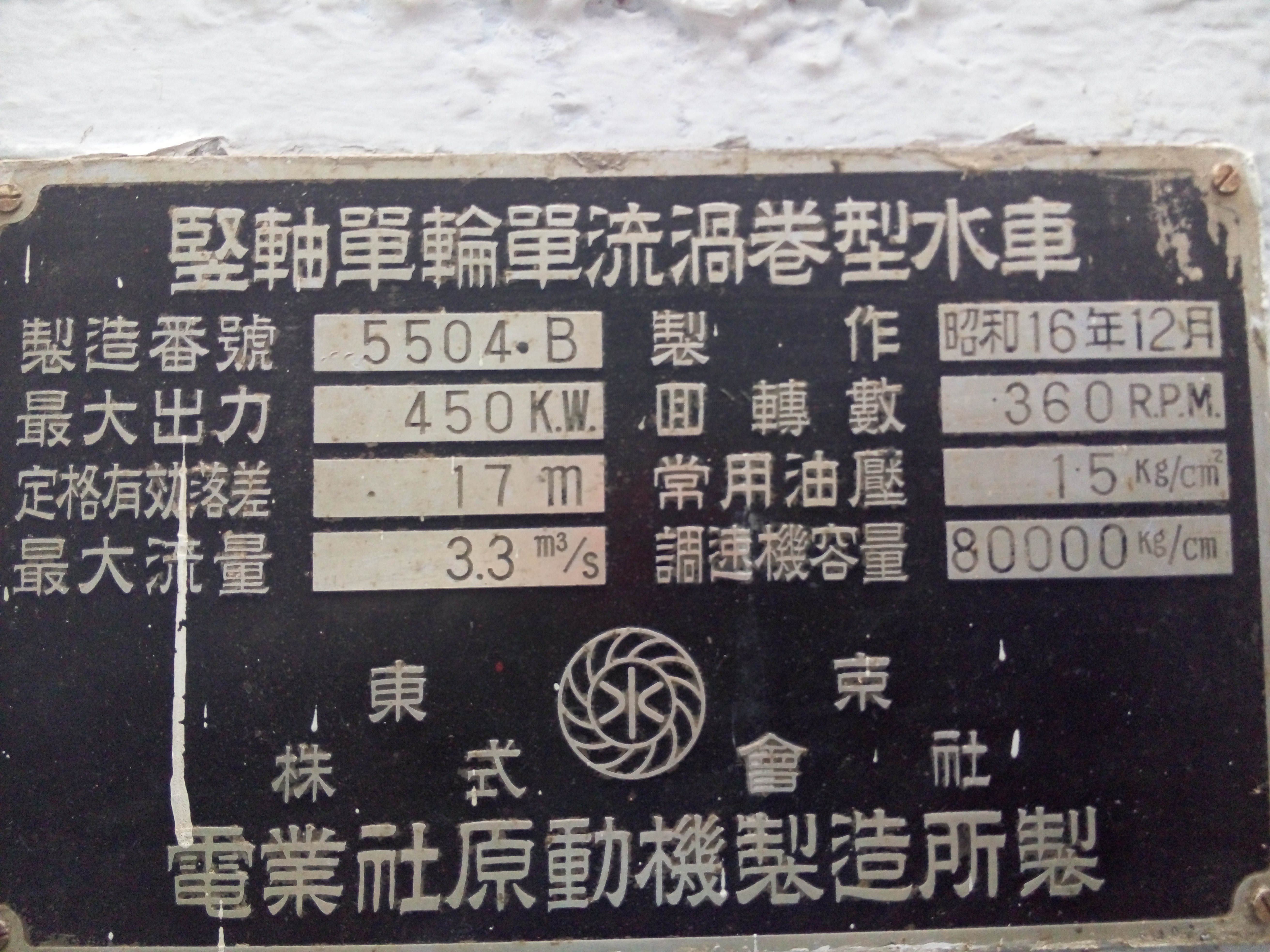
水輪機2號機銘牌，類似於身分證
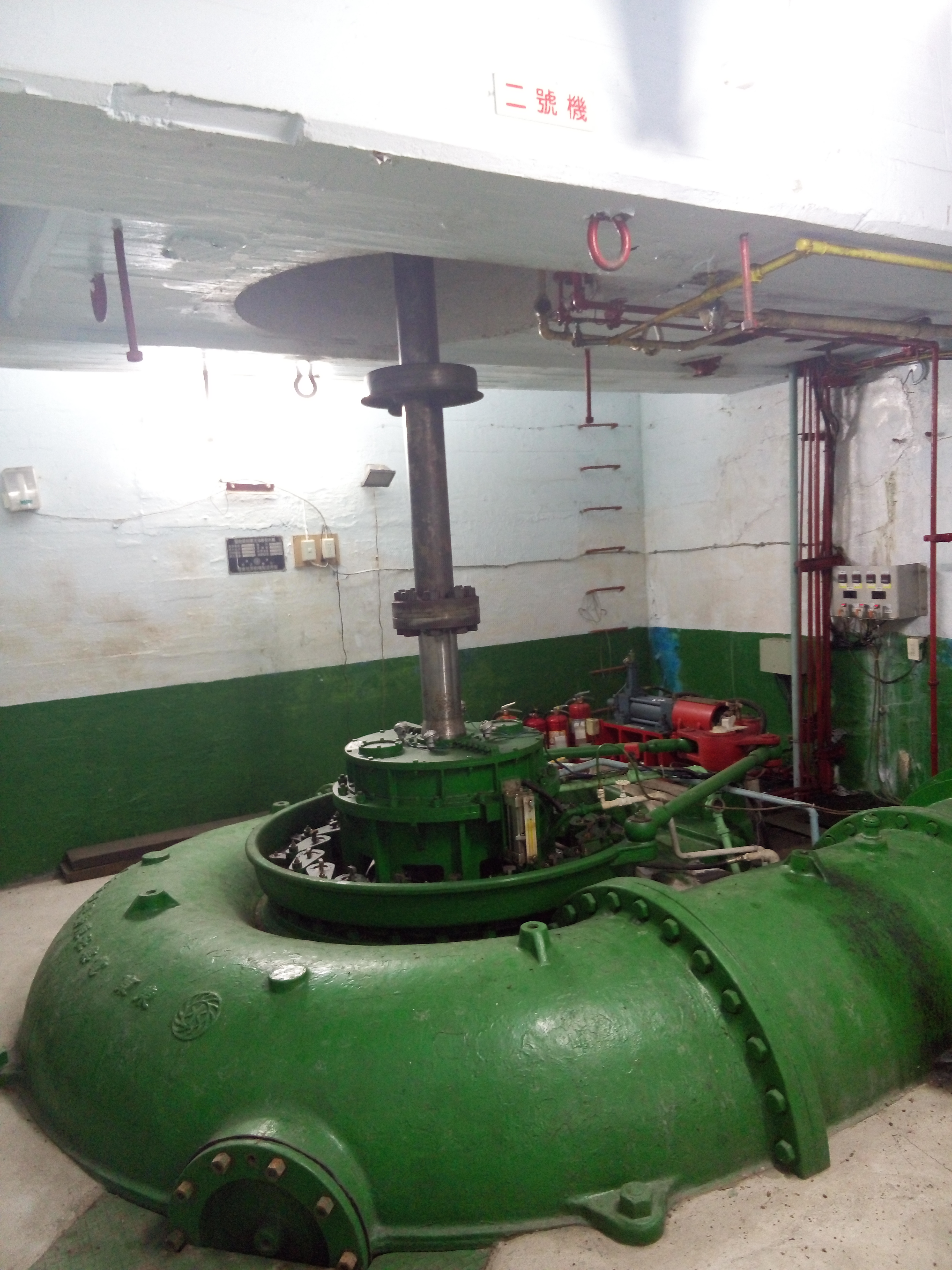
2號水輪機
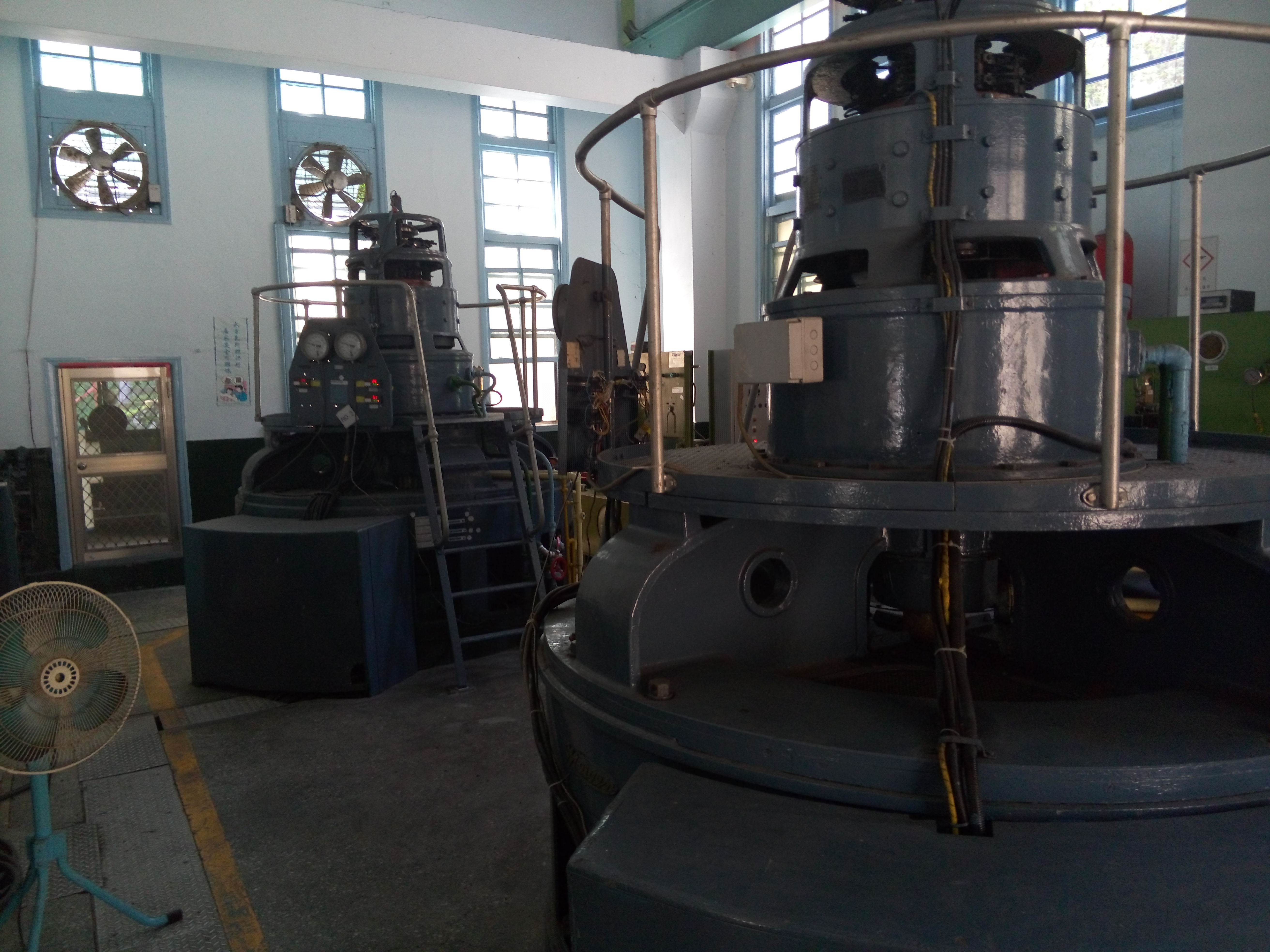
發電機廠房
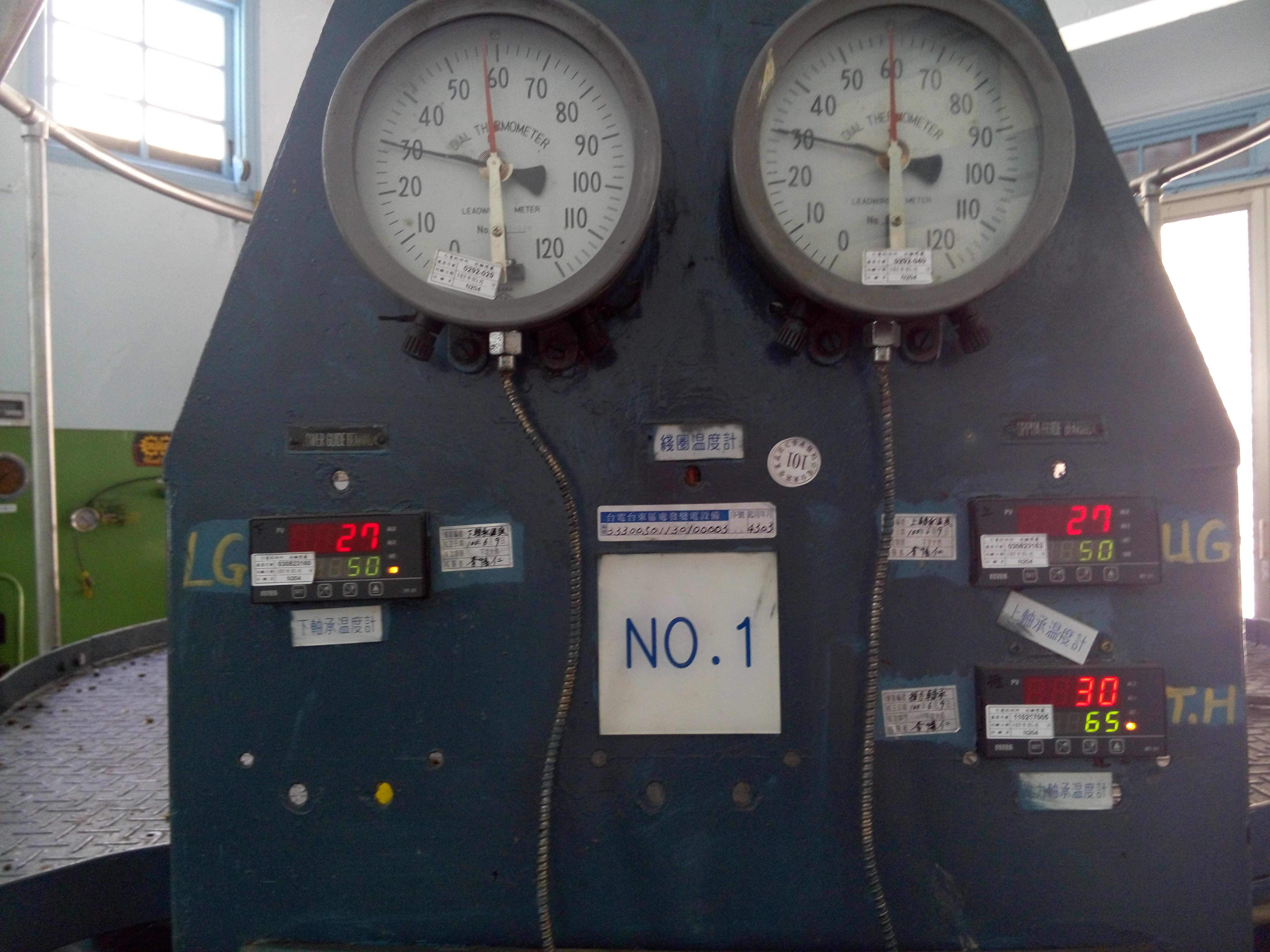
1號發電機
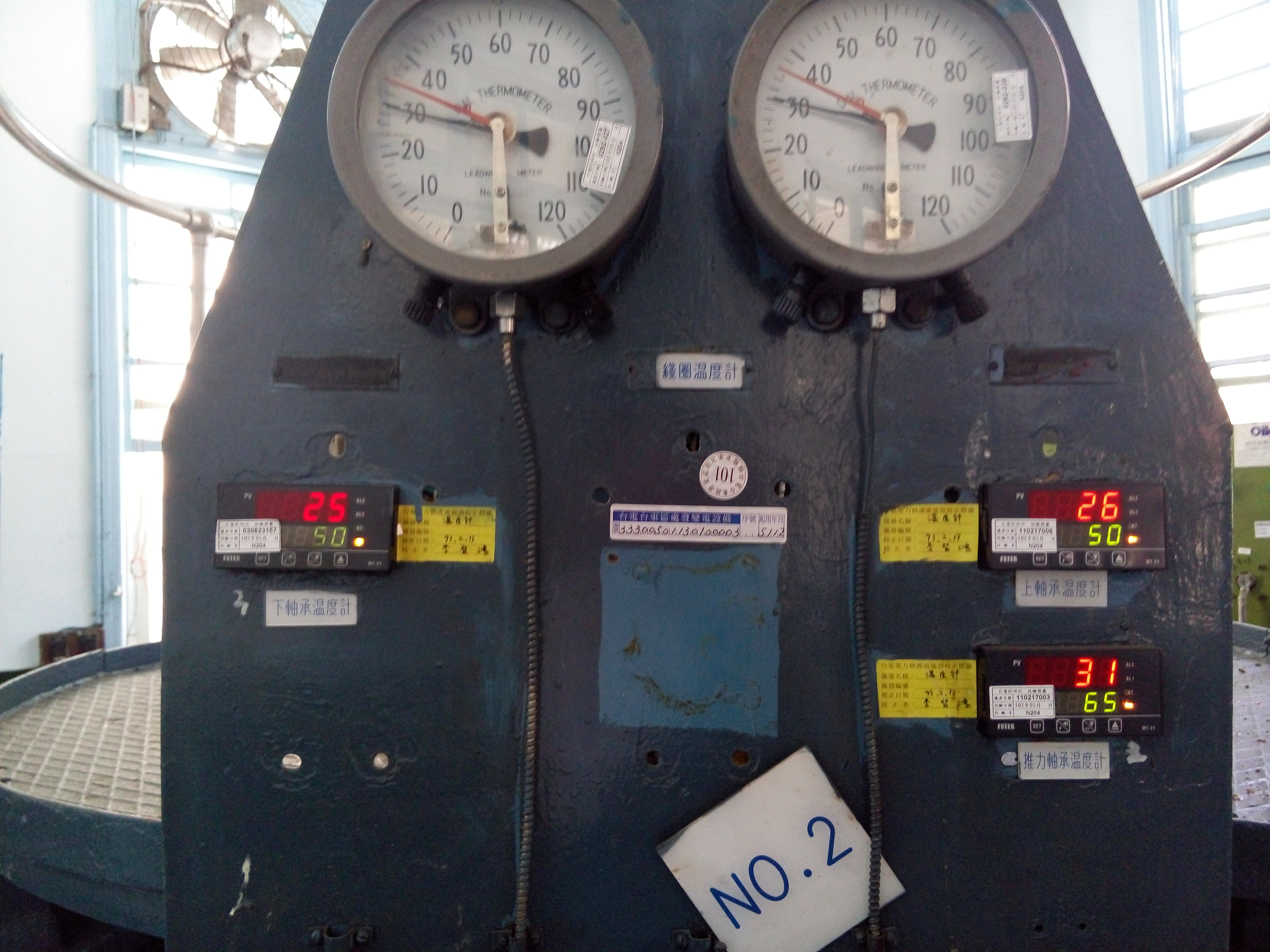
2號發電機
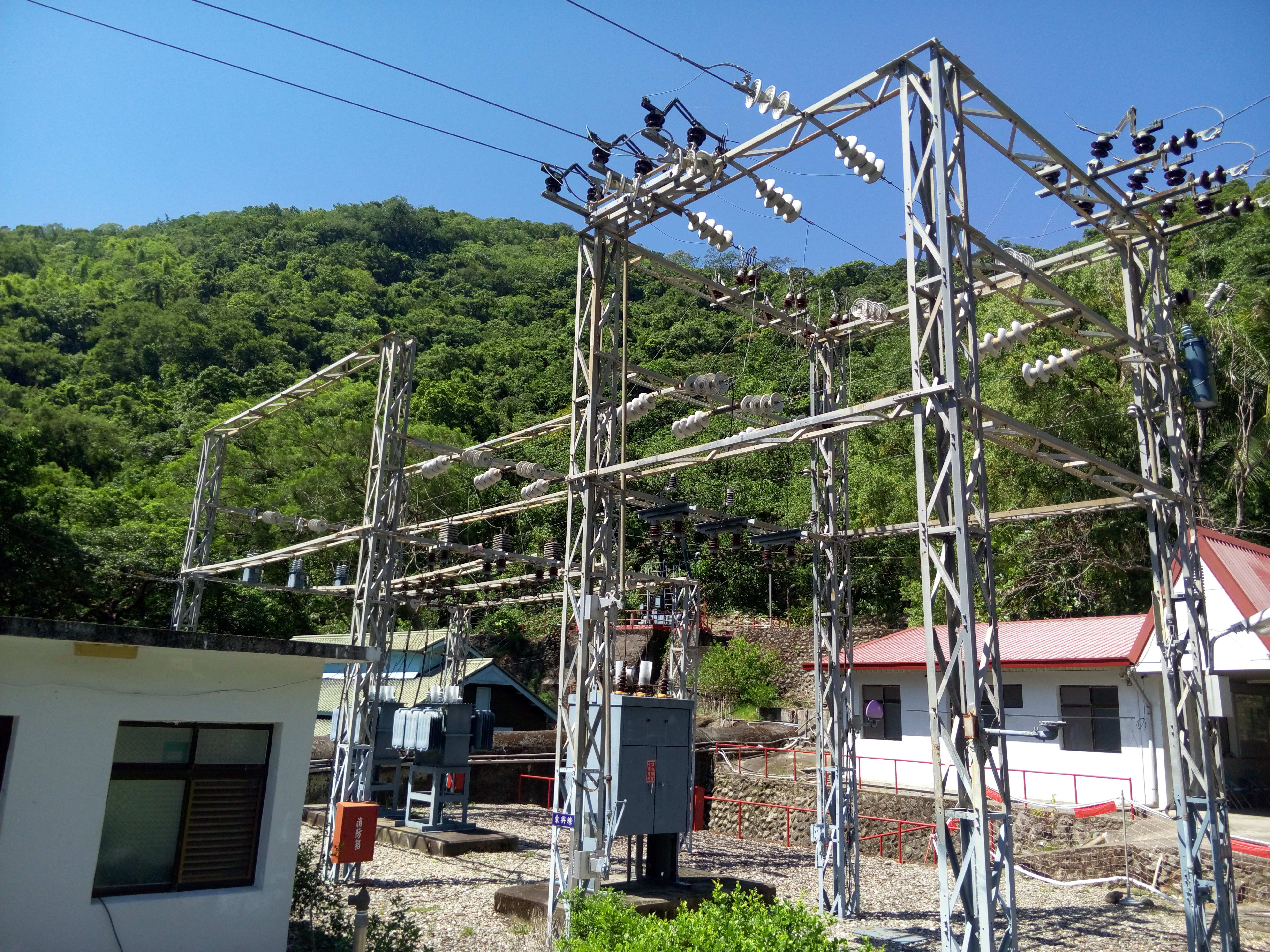
發電後的的開關廠

## 資料來源
1. 1 2 3  . 行政院文化部文化資產局.   [2013-12-05]. （原始内容存档于2015-09-23） （中文（臺灣））.
2. 1 2 3 4 5  謝惠子. . 經濟部能源局能源報導. 2004年10月  [2013-06-22]. （原始内容存档于2016-03-04） （中文（臺灣））.
3. 1 2 3 4  林炳炎. . 臺灣: 三民書局. 1997. ISBN 9579719772.
4. ↑  Gordoncheng. . WordPress. 2014-07-30  [2015-12-06]. （原始内容存档于2021-01-31） （中文（臺灣））.
5. 1 2 3  朱書麟. . 臺灣: 台灣電力公司. 民國39年5月.
6. ↑  陳歆怡. . 台北市: 台灣電力公司. 2019年: 227. ISBN 9789860598827.

- 台東縣觀光局 （页面存档备份，存于）
- 經濟部能源局 （页面存档备份，存于）
- 林炳炎. . 臺北市: 自刊. 1997年: 頁130. ISBN 957-97197-7-2.

## 外部連結
- （中文） 中華民國經濟部能源局 （页面存档备份，存于）
- （中文） 臺灣電力公司 （页面存档备份，存于）